# Gustave Keller
Pour les articles homonymes, voir Keller.
Gustave Keller, né à Strasbourg le 25 avril 1838 et mort dans la même ville le 6 octobre 1910, est un prélat, historien et illustrateur alsacien.

## Biographie
Ordonné prêtre en 1862, nommé chanoine archiprêtre en 1891, il devient en 1903 supérieur du Grand Séminaire de Strasbourg et protonotaire apostolique, ce qui lui vaut le titre de Monseigneur.
Érudit, il s'engage notamment dans la collecte de documents pour la reconstitution de l'emblématique manuscrit de l’Hortus deliciarum de Herrade de Landsberg, détruit en 1870. Ce travail de reconstitution des 113 planches de miniatures qui enluminaient le manuscrit avait été entrepris à partir de calques et d'études par le chanoine Straub. Également doté d'aptitudes artistiques, le chanoine Keller achève ce travail après la mort de Straub en 1891. L'œuvre est publiée en 1899. 
En 1900, Gustave Keller succède au chanoine Léon Dacheux à la tête de la Société pour la conservation des monuments historiques d'Alsace (SCMHA), dont il reste le président jusqu'à sa mort en 1910. Il fut également président de la Société des Amis de la Cathédrale de Strasbourg.

## Œuvre

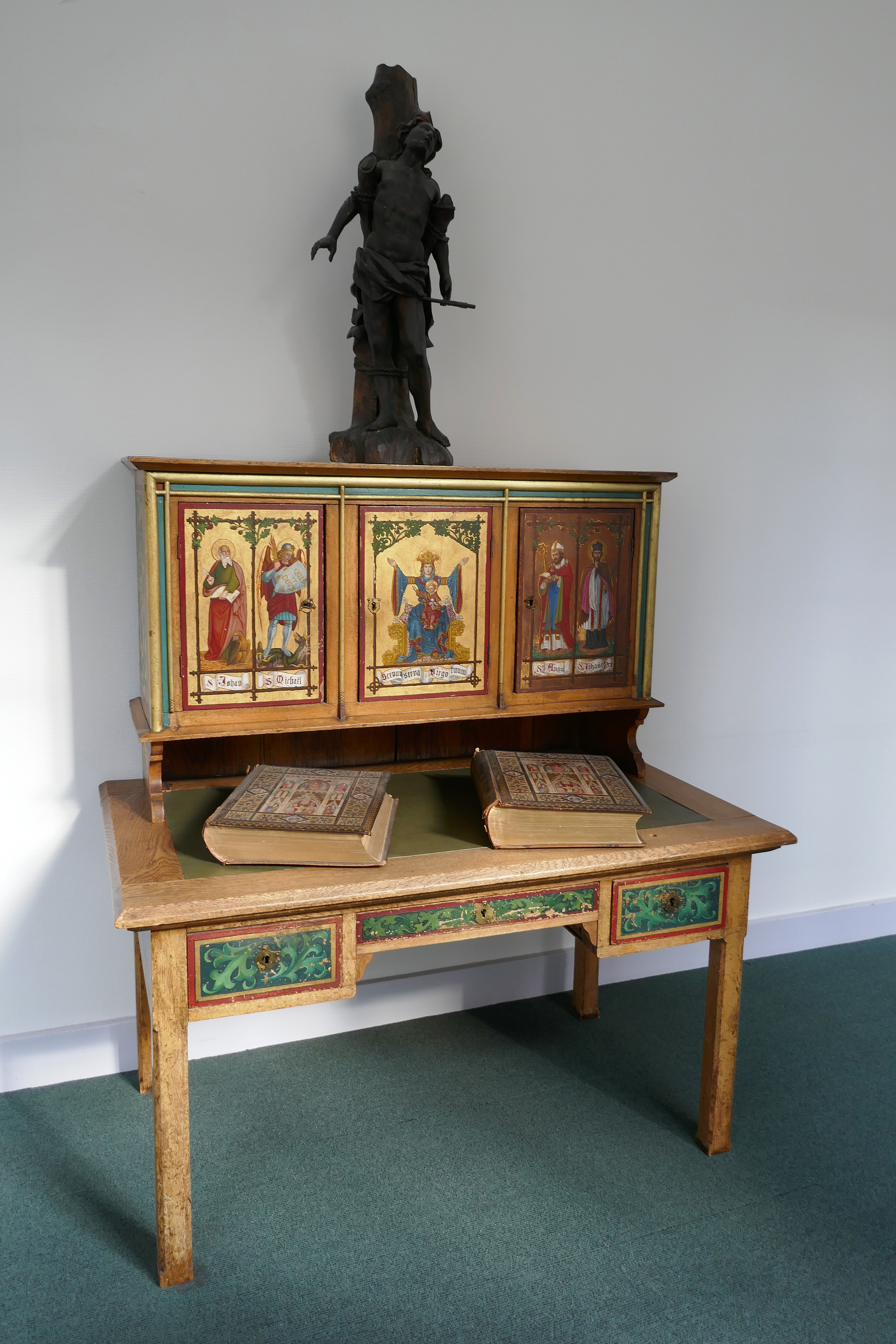
L'une des pièces de mobilier peintes par Mgr Keller et léguées au Grand Séminaire de Strasbourg.

Outre l'Hortus Deliciarum, le Séminaire conserve un certain nombre de créations personnelles du chanoine Keller : dessins de vitraux, esquisses de mitres ou d'autels, ainsi qu'un ensemble de meubles décorés par lui dans le style néogothique alors en vogue.
La bibliothèque du Grand Séminaire de Strasbourg détient en outre un carnet de croquis (26 x 16 cm) contenant des dessins inédits de châteaux, qu'il réalisa au cours de ses excursions. Dans les Vosges du Nord, pendant l'été 1889, il représente ainsi le Wasigenstein, le Lutzelhardt, l'Arnsberg et le Schœneck. En 1898, aux alentours du mont Sainte-Odile, il croque notamment le Dreistein, le Hagelschloss et le Birkenfels. Ces paysages pittoresques sont quelquefois animés par la présence d'animaux ou de petits personnages. Peut-être s'est-il mis en scène lui-même, en costume ecclésiastique, au pied d'une monumentale formation rocheuse ?